# Segunda Liga 2019-2020
La Segunda Liga 2019-2020 è stata la trentesima stagione della seconda lega del calcio portoghese e la seconda stagione con l'attuale titolo di 'LigaPro'. In questa divisione competono in totale 18 squadre, di cui 2 squadre di riserva delle squadre Primeira Liga. Il 12 marzo 2020, il LPFP ha sospeso la lega fino a nuovo avviso a causa della pandemia di coronavirus in Portogallo. Il 5 maggio, l'LPFP ha annunciato che la lega sarebbe stata abbandonata, con Nacional e Farense promossi nella Primeira Liga, mentre Cova da Piedade e Casa Pia sarebbero state relegate a tavolino: le conseguenti polemiche vennero poi spente in estate, quando una coppia di fallimenti nella categoria superiore comportò l’annullamento delle contestate retrocessioni.

## Stagione

### Novità
Al termine della Segunda Liga 2018-2019 sono state promosse in Primeira Liga il Paços de Ferreira e il Famalicao, e sono retrocesse l'Arouca, il Braga B e il Vitoria Guimaraes B.
Dalla Primeira Liga 2018-2019 sono retrocessi il Chaves, il Nacional e il Feirense. Dal Campeonato de Portugal 2018-2019 sono stati promossi il Casa Pia e la Vilafranquense

### Formula
Le 18 squadre partecipanti si affrontano in un girone di andata e ritorno, per un totale di 34 giornate.
Le prime due classificate sono promosse in Primeira Liga.
Le squadre classificate agli ultimi due posti (17º e 18º posto) sono retrocesse nel Campeonato de Portugal.
Al campionato possono partecipare le squadre riserve, ma non possono essere promosse in Primeira Liga. Se una squadra riserva si classifica ai primi due posti, la squadra classificatasi subito dopo beneficia della promozione diretta. Se la prima squadra retrocede in Segunda Liga, la squadra riserva viene retrocessa indipendentemente dalla posizione in classifica. In quest'ultimo caso, se la squadra riserva non era nelle ultime due posizioni, la squadra meglio piazzata nella zona retrocessione mantiene la categoria. Al campionato partecipano 18 squadre, di cui 14 della Segunda Liga 2018-2019, 2 squadre retrocesse dalla Primeira Liga 2018-2019 e 2 promosse dal Campeonato de Portugal 2018-19.

## Squadre partecipanti
| Club                 | Città                | Stadio                                  | Posizione 2018-2019                 |
| -------------------- | -------------------- | --------------------------------------- | ----------------------------------- |
| Academica de Coimbra | Coimbra              | Estádio Cidade de Coimbra               | 5º posto                            |
| Académico Viseu      | Viseu                | Estádio do Fontelo                      | 11º posto in Segunda Liga           |
| Benfica B            | Lisbona              | Futebol Campus                          | 4º posto in Segunda Liga            |
| Casa Pia             | Lisbona              | Pina Manique                            | 1º posto nel Campeonato de Portugal |
| Chaves               | Chaves               | Estádio Municipal de Chaves             | 16º posto in Primeira Liga          |
| Cova da Piedade      | Cova da Piedade      | Estádio Municipal José Martins Vieira   | 13º posto in Segunda Liga           |
| Covilhã              | Covilhã              | Estádio Municipal José dos Santos Pinto | 6º posto in Segunda Liga            |
| Estoril Praia        | Estoril              | Estádio António Coimbra da Mota         | 3º posto in Segunda Liga            |
| Farense              | Faro                 | Estádio Algarve                         | 10º posto in Segunda Liga           |
| Feirense             | Santa Maria da Feira | Estádio Marcolino de Castro             | 18º posto in Primeira Liga          |
| Leixões              | Matosinhos           | Estádio do Mar                          | 7º posto in Segunda Liga            |
| Mafra                | Mafra                | Municipal de Mafra                      | 14º posto in Segunda Liga           |
| Nacional             | Funchal              | Estádio da Madeira                      | 17º posto in Primeira Liga          |
| Oliveirense          | Oliveira de Azeméis  | Estádio Carlos Osório                   | 12º posto in Segunda Liga           |
| Penafiel             | Penafiel             | Estádio Municipal 25 de Abril           | 8º posto in Segunda Liga            |
| Porto B              | Porto                | Estádio Dr. Jorge Sampaio               | 9º posto in Segunda Liga            |
| Varzim               | Póvoa de Varzim      | Estádio do Varzim SC                    | 15º posto in Segunda Liga           |
| Vilafranquense       | Vila Franca de Xira  | Campo do Cevadeiro                      | 2º posto nel Campeonato de Portugal |

## Classifica finale
|  | Pos. | Squadra            | Pt | G  | V  | N  | P  | GF | GS | DR  |
|  | ---- | ------------------ | -- | -- | -- | -- | -- | -- | -- | --- |
|  | 1.   | Nacional           | 50 | 24 | 14 | 8  | 2  | 36 | 16 | +20 |
|  | 2.   | Farense            | 48 | 24 | 15 | 3  | 6  | 35 | 22 | +13 |
|  | 3.   | Feirense           | 42 | 24 | 11 | 9  | 4  | 27 | 18 | +9  |
|  | 4.   | Estoril Praia      | 39 | 24 | 12 | 3  | 9  | 35 | 26 | +9  |
|  | 5.   | Mafra              | 39 | 24 | 10 | 9  | 5  | 33 | 24 | +9  |
|  | 6.   | Varzim             | 37 | 24 | 10 | 7  | 7  | 32 | 31 | +1  |
|  | 7.   | Académica          | 35 | 24 | 10 | 5  | 9  | 34 | 26 | +8  |
|  | 8.   | Académico de Viseu | 34 | 24 | 9  | 7  | 8  | 21 | 24 | -3  |
|  | 9.   | Leixões            | 33 | 24 | 8  | 9  | 7  | 23 | 22 | +1  |
|  | 10.  | Oliveirense        | 32 | 24 | 9  | 5  | 10 | 36 | 31 | +5  |
|  | 11.  | Covilhã            | 32 | 24 | 9  | 5  | 10 | 29 | 27 | +2  |
|  | 12.  | Chaves             | 32 | 24 | 9  | 5  | 10 | 26 | 26 | 0   |
|  | 13.  | Porto B            | 29 | 24 | 7  | 8  | 9  | 35 | 36 | -1  |
|  | 14.  | Penafiel           | 28 | 24 | 6  | 10 | 8  | 23 | 24 | -1  |
|  | 15.  | Benfica B          | 28 | 24 | 7  | 7  | 10 | 31 | 35 | -4  |
|  | 16.  | Vilafranquense     | 24 | 24 | 6  | 6  | 12 | 27 | 45 | -18 |
|  | 17.  | Cova da Piedade    | 17 | 24 | 4  | 5  | 15 | 20 | 42 | -22 |
|  | 18.  | Casa Pia           | 11 | 24 | 2  | 5  | 17 | 19 | 47 | -28 |

Legenda:

      Promosse d’ufficio in Primeira Liga 2020-2021

Tre punti a vittoria, uno a pareggio, zero a sconfitta.
La classifica viene stilata secondo i seguenti criteri:
- Punti conquistati
- Punti conquistati negli scontri diretti
- Differenza reti negli scontri diretti
- Reti realizzate in trasferta negli scontri diretti
- Differenza reti generale
- Partite vinte
- Reti totali realizzate
- Spareggio

### Verdetti
- Nacional e Farense promosse in Primeira Liga 2020-2021.